# Henri Boulay de La Meurthe
Henri Georges Boulay de la Meurthe (França, 15 de julho de 1797 — 24 de novembro de 1858) foi um político francês e única pessoa a ter o título de vice-presidente da França.
Ele nasceu em Nancy, na França, em 1797.
Republicano convicto e bonapartista, ele foi eleito para a Assembléia Provisória em 1848 e foi eleito vice-presidente mais tarde naquele ano e serviu de 20 de janeiro de 1849 a 14 de janeiro de 1852, após o cargo e a Segunda República terem sido abolidos. Ele serviu no Senado Imperial de 26 de janeiro de 1852 até sua morte em 24 de novembro de 1858.
Ele morreu em Paris em 24 de novembro de 1858, aos 61 anos.